# Bidepa
Bidepa este companie de pază și securitate din România.
În anul 2008, compania era a treia pe piața românească a serviciilor de securitate, cu o cotă de 5% din piață, după G4S și Rosegur.
Cifra de afaceri în 2007: 11,1 milioane euro